# Program Spraw Precedensowych
Program Spraw Precedensowych działa w ramach Helsińskiej Fundacji Praw Człowieka. Rozpoczął funkcjonowanie w październiku 2004. Od sierpnia 2015 koordynatorką Programu Spraw Precedensowych jest adwokat Katarzyna Wiśniewska.
W ramach swojej działalności Program Spraw Precedensowych przystępuje lub rozpoczyna strategicznie ważne postępowania sądowe i administracyjne, dążąc do uzyskania przełomowych wyroków zmieniających praktykę lub przepisy prawne w kwestiach prawnych istotnych z punktu widzenia ochrony praw człowieka. Program prowadzi i koordynuje kilkadziesiąt spraw z zakresu wolności słowa, wolności pokojowego zgromadzania się, zrzeszania się, wolności osobistej, prawa do sądu i dostępu do pomocy prawnej, praw więźniów, zakazu dyskryminacji czy też praw pracowniczych. Działalność PSP budzi żywe zainteresowanie mediów.
Do najważniejszych i najgłośniejszych spraw objętych programem należą:
- sprawa Bożeny Łopackiej przeciwko Biedronce – ochrona praw pracowniczych;
- sprawa Alicji Tysiąc – wyrok Trybunału w Strasburgu kwestionujący polski mechanizm dochodzenia prawa do aborcji ze względów terapeutycznych;
- sprawa państwa Wojnarowskich – odpowiedzialność odszkodowawcza za tzw. złe urodzenie (wrongful birth),
- sprawa Bączkowski przeciwko Polsce zakończona wyrokiem Trybunału w Strasburgu dotycząca zakazu Parady Równości w 2005.

Program doprowadził także do wydania przez Trybunał Konstytucyjny wyroków dotyczących m.in.:
- wykonywania wymiaru sprawiedliwości przez asesorów (SK 7/06),
- karalności zniesławienia (SK 43/05)[3]
- stosowania obserwacji psychiatrycznych w procesie karnym (SK 50/06),
- zasad etyki lekarskiej w zakresie dotyczącym wolności słowa (SK 16/07).

Nad merytoryczną działalnością PSP czuwa Rada Programowa w składzie: prof. Wiktor Osiatyński, dr Piotr Kładoczny, mec. Filip Wejman, prof. Fryderyk Zoll, prof. Roman Wieruszewski, Ewa Don-Siemion, Maria Ejchart, mec. Anna Frankowska, dr Hanna Gajewska-Kraczkowska, prof. INP PAN dr hab. Ireneusz C. Kamiński, mec. Bartosz Krużewski, dr Wiesław Staśkiewicz. Członkami Rady Programowej byli również prof. Zbigniew Hołda (2004-2009), dr Agnieszka Graff (2007-2010). Do 2015 r. w pracach Rady Programowej uczestniczyła również mec. Zuzanna Rudzińska-Bluszcz.
Program Spraw Precedensowych swoją działalność opiera także na pomocy prawnej pro publico bono wielu polskich prawników. Głównym sponsorem Programu jest Trust for Civil Society in Central and Eastern Europe.
Współpracownikami programu są Irmina Pacho, Artur Pietryka, Marcin Szwed, Michał Kopczyński oraz dr Piotr Kładoczny. Koordynatorami programu w poprzednich latach byli dr Adam Bodnar (2004-2008), Maciej Bernatt (2008-2010), Barbara Grabowska (2010-2011) oraz Irmina Pacho (2011-2015).